# Parkeergarage Museumpark
Parkeergarage Museumpark is een ondergrondse parkeergarage onder het Museumpark in Rotterdam. Deze parkeergarage heeft een capaciteit van 1150 parkeerplaatsen en een waterberging voor regenwater met een capaciteit van 10.000 m3. Door de ondergrondse bouw is het park zoveel mogelijk intact gelaten.

## Geschiedenis
De noodzaak voor de bouw van de parkeergarage was het grote gebrek aan parkeerplaatsen rond het Erasmus MC, in 2004 kwam men al rond de 1000 parkeerplaatsen tekort. De Rotterdamse gemeenteraad ging op 3 juni 2005 akkoord met het plan en de eerste paal werd op 9 september 2005 geslagen. 
Tijdens de bouw waren er tegenslagen. Er dreigde zelfs verzakking van het nabijgelegen Sophia Kinderziekenhuis. Er was voorts te kampen met vervuilde grond en tijdens het slaan van damwanden stuitte men op onverwacht veel ondergrondse leidingen. Volgens planning had de parkeergarage in mei 2007 klaar moeten zijn en waren de kosten begroot op 46 miljoen euro, uiteindelijk waren de kosten opgelopen tot ruim het dubbele: 103,4 miljoen euro, meer dan 57 miljoen boven de oorspronkelijke begroting. In de zomer van 2006 werd de bouw stilgelegd.
Er werd een enquêtecommissie gevormd onder voorzitterschap van PvdA-raadslid Tom Harreman dat op 17 oktober 2007 haar rapport openbaarmaakte. Hoewel genoemd rapport scherpe conclusies trok was er geen aanleiding voor de betrokken wethouder om op te stappen of weggestuurd te worden. Uiteindelijk werd besloten om weer door te gaan met de werkzaamheden. 

## Waterbassin
Onder de inrit van de parkeergarage bevindt zich een waterbassin van 60 bij 35 meter om bij hevige regenval een deel van het overtollige regenwater in het centrum van de stad op te vangen. Zodra het rioolstelsel dreigt over te lopen, wat gemiddeld zo’n viermaal per jaar gebeurt, wordt de schuif van de ondergrondse waterberging opengezet. Binnen een half uur loopt het bassin vol met zo’n tien miljoen liter water. Het rioolstelsel wordt hiermee voor een kwart ontlast. Als de regenbui voorbij is en het rioolstelsel weer ruimte heeft, wordt het bassin leeggepompt.
Het ondergrondse waterreservoir van 10 miljoen liter, dient om gedurende perioden met grote neerslaghoeveelheden tijdelijk het water op te vangen dat niet door de Rotterdamse riolering kan worden verwerkt.

## Trivia
Door de tegenslagen kreeg de garage de bijnaam Blunderput.